# スキ? キライ!? スキ!!!
「スキ? キライ!? スキ!!!」は、声優の釘宮理恵がルイズ名義でリリースした2作目のシングル。2007年8月8日にハピネットから発売された。

## 概要
- 前作「ホントノキモチ」から約1年ぶりのリリース。
- 表題曲「スキ? キライ!? スキ!!!」は、テレビアニメ『ゼロの使い魔〜双月の騎士〜』のエンディングテーマであり、カップリング曲の「Two Moons」はPlayStation 2ゲーム『ゼロの使い魔 夢魔が紡ぐ夜風の幻想曲』のエンディングテーマである。
- CDジャケットには、ルイズ・フランソワーズ・ル・ブラン・ド・ラ・ヴァリエールが描かれている。

## 収録曲
1. スキ? キライ!? スキ!!!
  - 作詞：森由里子、作曲・編曲：新井理生
  - テレビアニメ『ゼロの使い魔〜双月の騎士〜』エンディングテーマ
  - 後にコロムビアから発売されたCDには冒頭のセリフが異なり、曲の最後のセリフが省略された別バージョンが収録されている。
2. Two Moons
  - 作詞：森由里子、作曲：牧野幸介、編曲：新井理生
  - PS2ゲーム『ゼロの使い魔 夢魔が紡ぐ夜風の幻想曲』エンディングテーマ
3. スキ? キライ!? スキ!!!（Off vocal）
4. Two Moons（Off vocal）